# 2011 في الاتحاد الأوروبي
الأحداث من عام 2011 في الاتحاد الأوروبي.

## الحكم
- رئيس المجلس الأوروبي - هيرمان فان رومبوي
- رئيس المفوضية - خوسيه مانويل باروسو
- رئاسة المجلس - المجر (كانون الثاني- حزيران) وبولندا (تموز- كانون الأول)
- رئيس البرلمان - جيرزي بوزيك
- الممثل السامي - كاثرين أشتون

## الأحداث

### كانون الثاني
- 1 كانون الثاني
  - هنغاريا تتولى رئاسة مجلس الاتحاد الأوروبي من بلجيكا.[1]
  - تعتمد إستونيا رسميًا عملة اليورو وتصبح الدولة السابعة عشرة في منطقة اليورو.[2]
  - ليتوانيا تتسلم رئاسة منظمة الأمن والتعاون في أوروبا.

### شباط
- 25 شباط – حظر الاتحاد الأوروبي على بيسفينول A في زجاجات الأطفال يدخل حيز التنفيذ.[3]

### تموز
- 1 تموز – بولندا تتولى رئاسة مجلس الاتحاد الأوروبي من المجر.

## أخرى
- في عام 2011، تم تصنيف تالين وتوركو كعاصمة للثقافة الأوروبية من قبل الاتحاد الأوروبي.